# Zalîșanî, Poliske
Zalîșanî (în ucraineană Залишани) este localitatea de reședință a comunei Zalîșanî din raionul Poliske, regiunea Kiev, Ucraina.

## Demografie
Componența lingvistică a localității Zalîșanî
     Ucraineană (96,7%)
     Rusă (3,3%)
Conform recensământului din 2001, majoritatea populației localității Zalîșanî era vorbitoare de ucraineană (96,7%), existând în minoritate și vorbitori de rusă (3,3%).